# First Avenue (Manhattan)
Die First Avenue ist eine ungefähr zehn Kilometer lange Straße auf der East Side des Stadtbezirks Manhattan in New York City, USA.

## Lage

Verlauf der First Avenue

Die First Avenue verläuft als Einbahnstraße von Süden nach Norden. Sie beginnt an der Houston Street und endet an der 126th Street. Der Fortsetzung der First Avenue ist die Willis Avenue Bridge, die über den Harlem River in die Bronx führt.
Die First Avenue durchquert von Süden nach Norden die Stadtviertel East Village, Gramercy Park und Stuy Town, wo die Straße die Grenze der beiden Viertel bildet, dann weiter in Richtung Norden Kips Bay, Murray Hill, Tudor City, Turtle Bay, wo sich das UNO-Hauptquartier befindet, Midtown East, Upper East Side, wo die Straße unter der Queensboro Bridge hindurchführt, Lenox Hill, dann wieder durch Upper East Side, das Lenox Hill umfasst, Yorkville und endet in East Harlem, das auch Spanish Harlem genannt wird.

## Geschichte

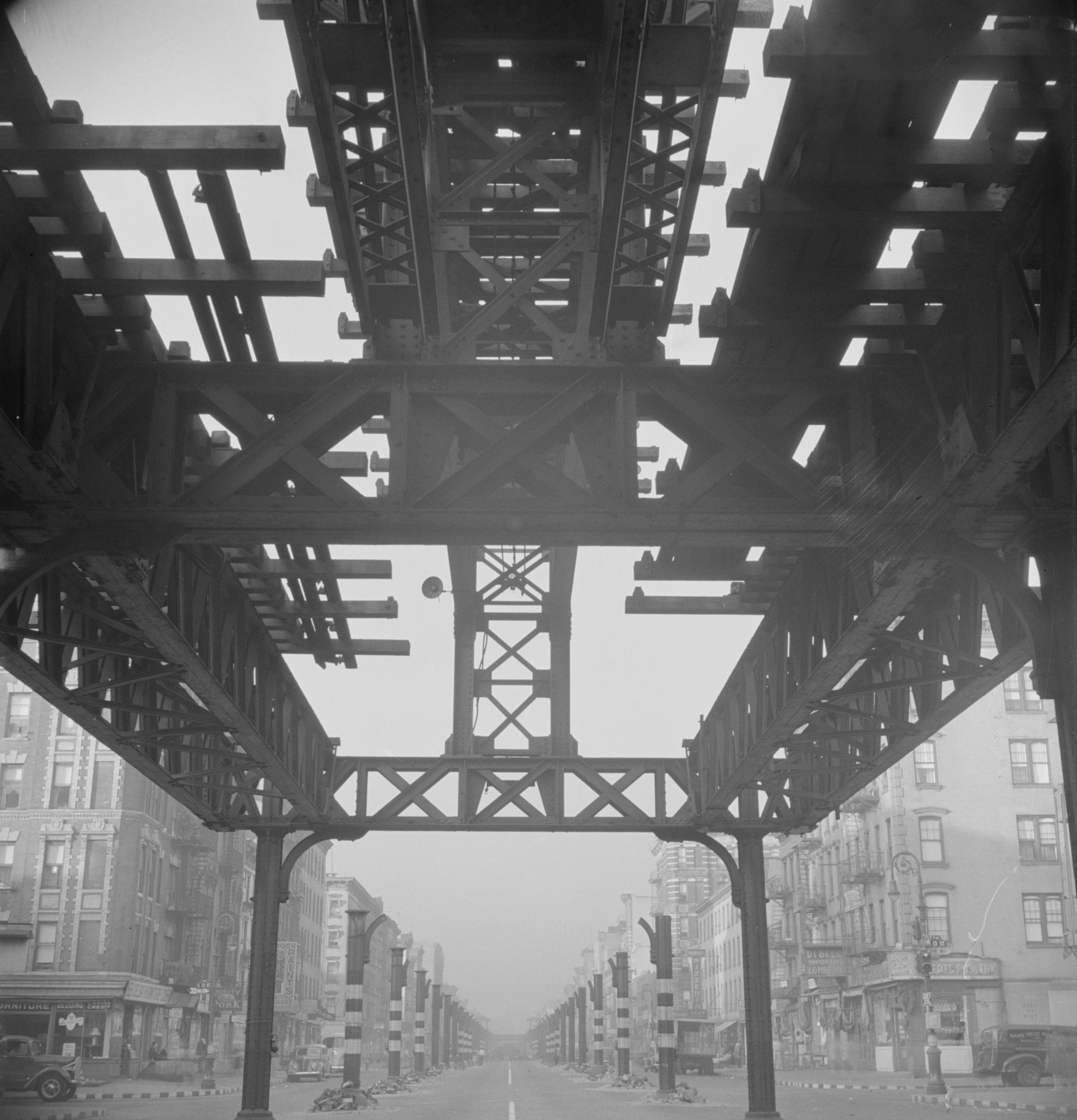
Die Trasse der alten Second-Avenue-Hochbahn über der First Avenue während der Abrissarbeiten

Die First Avenue war eine der zwölf auf Manhattan in nord-südlicher Richtung verlaufenden Straßen, die im Commissioners’ Plan von 1811 vorgeschlagen wurde. Dieser Plan bildete die Grundlage für die Planstadt auf Manhattan. Der südliche Teil der Straße wurde kurz nach der Verabschiedung des Plans angelegt, der nördliche folgte im Verlauf des 19. Jahrhunderts in mehreren Abschnitten, die mit der Ausdehnung der Stadt nach Norden angelegt wurden.
Von 1878 bis 1942 verkehrte im unteren Teil der First Avenue zwischen Houston Street und der 23rd Street die IRT Second Avenue Line, eine Hochbahn, die ihren Namen vom nördlichen Teil der Strecke hatte, die ab der 23rd Street über der Second Avenue verlief. Weiter verkehrten Straßenbahnen in der First Avenue. Ab Juni 1951 wurde die First Avenue zur Einbahnstraße für den in Richtung Norden fließenden Verkehr.
Die Straße ist fast auf der ganzen Länge mit einem von der Fahrbahn getrennten Radweg versehen. Der Radweg mündet am nördlichen Ende auf der Höhe der 124th Street in die Paladino Avenue ein.

## Ausbau

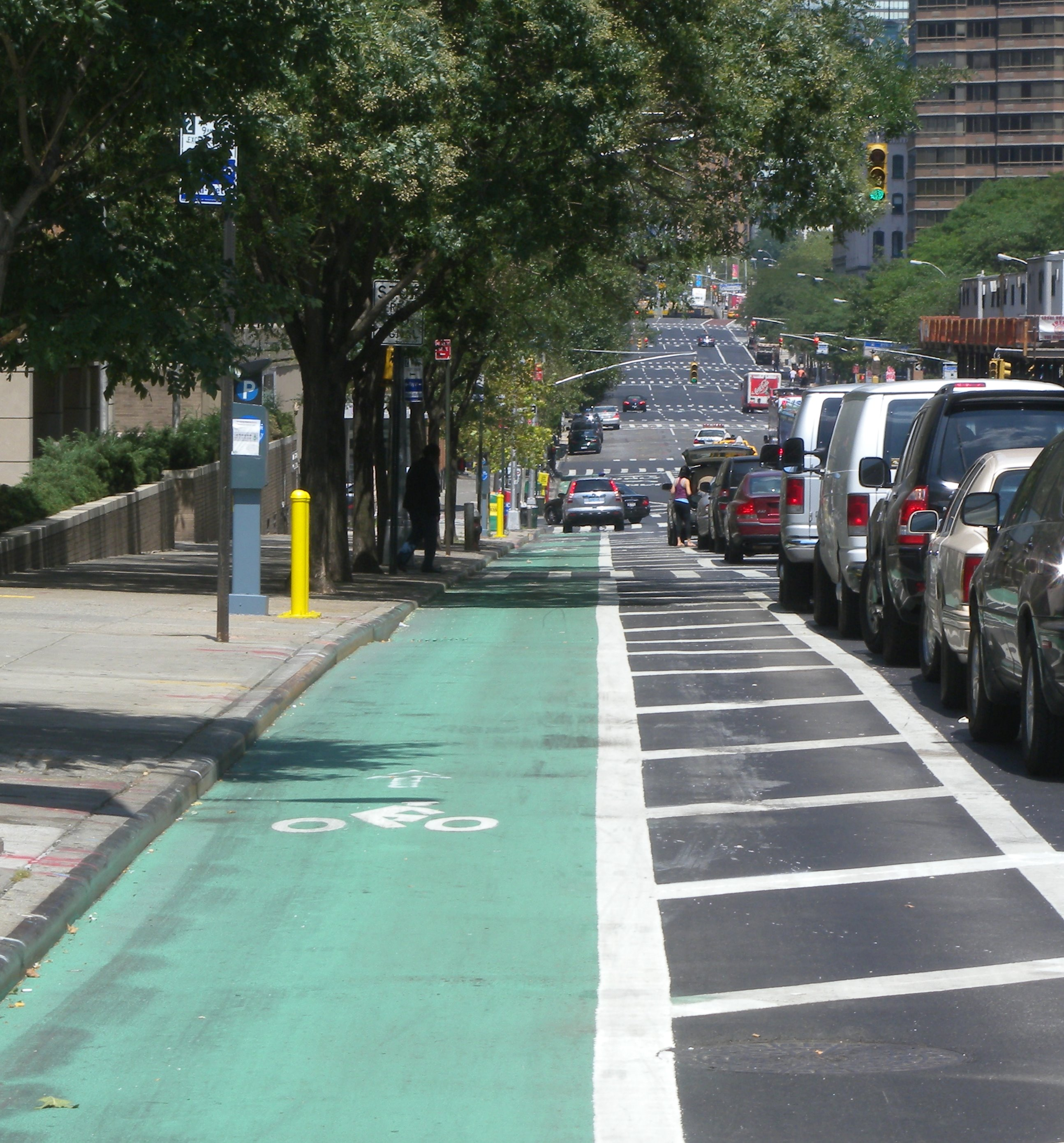
Geschützter Radfahrstreifen entlang der First Avenue

Ab Beginn bei der Houston Street hat die Straße drei 3 m breite Fahrstreifen für den Individualverkehr, einen auf der rechten Seite liegenden 3,35 m breiten Bus- und Abbiegestreifen und einen auf der linken Seite liegenden geschützten Radfahrstreifen von 1,8 m Breite. Dieser wird durch den 2,75 m breiten Parkstreifen und einer zusätzlichen 1,5 m breiten Sperrfläche von den Fahrspuren abgetrennt. Bei Kreuzungen mit Linksabbieger werden diese im Spitzenwinkel gegen den Radstreifen geführt, damit sich die Verkehrsteilnehmer gegenseitig besser erkennen können. Vor dem Bau des geschützten Radfahrstreifen war der Radverkehr auf der Fahrspur in die Fahrspur ganz links integriert.
Ab der 14th Street wird der Straßenquerschnitt um drei Streifen breiter. Auf der rechten Seite folgt eine durch einen betonierten Gehweg abgetrennten zusätzliche Fahrspur mit rechts und links liegendem Parkstreifen. Sie kann nur aus der nach Westen führenden 14th Street oder über eine Verbindung nördlich der 16th Street erreicht werden. Ebenso kann aus dieser Fahrspur nur nördlich der 17th Street auf die anderen drei Fahrspuren gewechselt werden, der in der Fahrspur verbleibende Verkehr wird in die 20th Street in Richtung Osten geführt.
Nördlich der 20th Street gibt es wiederum eine durch einen betonierten Mittelstreifen abgetrennte Rechtsabbiegerspur, die in die 23rd Street mündet. Ab der 23rd Street wird der Straßenquerschnitt wieder etwas schmäler. Rechts neben dem Busfahrstreifen wird ein zusätzlicher Streifen geführt, der nicht mehr durch einen Gehweg abgetrennt ist. Er dient teilweise als Parkstreifen, teils als Rechtsabbiegespur.
Nördlich der 41st Street verschwinden vier Fahrstreifen im First Avenue Tunnel, der bei der 47th Street endet. Die oberirdischen vor dem Hauptsitz der Vereinten Nationen verlaufende Teil der Straße trägt an dieser Stelle die Adresse United Nations Plaza. Ab der 49th Street ist die First Avenue 70 Fuß (21,3 m) breit und weist bis zur 79th Street vier Fahrstreifen für den Individualverkehr auf, nördlich davon wird bei gleichem Querschnitt der Busverkehr im zweiten Streifen von rechts geführt, sodass rechts Raum für einen Parkstreifen oder ein Rechtsabbiegestreifen entsteht und nur drei Streifen links des Busstreifens zur Verfügung stehen. Dieser Querschnitt wird bis zum Ende der Straße bei der Willis Avenue Bridge beibehalten.

## Verkehr
Im Jahre 2015 wurde die First Avenue in der morgendlichen Hauptverkehrszeit von 2100 und in der abendlichen von 2600 Fahrzeugen genutzt. Jeden Tag wurden während zwölf Stunden durchschnittlich fast 1500 Radfahrer gezählt.

## Bebauung

### East Village
Im Süden führt die First Avenue durch das East Village. Bis Mitte der 1960er-Jahre war dies ein Viertel mit einem hohen Anteil an deutscher und jüdischer Bevölkerung. Ab den 1950er-Jahren ließen sich im East Village Hippies, Musiker und Künstler nieder. Nach einer Gentrifizierung in den 1980er-Jahren wird das Viertel hauptsächlich von Hipstern und Yuppies bewohnt.

### Gramercy Park
Zwischen der 14th Street und der 23rd Street führt die First Avenue entlang der östlichen Grenze des kleinen Viertels Gramercy Park, kurz nur Gramercy genannt. Die Bebauung entstand Mitte des 19. Jh. In der Mitte des Viertels befindet sich der namensgebende Privatpark des Viertels, zu dem nur die Anwohner Zugang haben.

### Stuyvesant Town
Zwischen der 14th Street und der 20th Street befindet sich östlich der First Avenue die Stuyvesant Town, kurz auch Stuy Town genannt. Die 1947 fertiggestellte Überbauung in einer Grünanlage umfasst 35 Appartementhäuser in Ziegelsteinverkleidung, die hauptsächlich von Veteranen des Zweiten Weltkriegs bewohnt wurden. Im gesamten gibt es mehr als 8700 Wohnungen in der Überbauung. Die Überbauung ist nach Petrus Stuyvesant benannt, dem letzten Generaldirektor der niederländischen Kolonie Nieuw Amsterdam, der auf dem Gebiet der Wohnsiedlung sein Landwirtschaftsbetrieb hatte.

### Peter Cooper Village
Nördlich der 20th Street schließt sich als nördliche Erweiterung der Stuy Town die Überbauung Peter Cooper Village an. Sie ist flächenmäßig kleiner als Stuy Town und umfasst 21 Apartmenthäuser. Der Name der Siedlung geht auf den Industriellen Peter Cooper zurück. Das Gebiet der Stuyvesant Town und des Peter Cooper Village wurde früher Gashouse District genannt und wurde hauptsächlich als Industriegebiet genutzt.

### Spitäler in Kips Bay
Im Gebiet von Kips Bay wird die First Avenue auf der Ostseite von drei großen Spitälern gesäumt. Es sind die das New Yorker Veterans Affairs Medical Center, das Bellevue Hospital Center und das Medical Center der New York University. Gegen die Kreuzung mit der 34th Street stehen auf der rechten Seite die beiden Lüftungsschächte der East River Tunnels, welche den Northeast Corridor von der Penn Station unter dem East River hindurchführen.

### American Copper Buildings

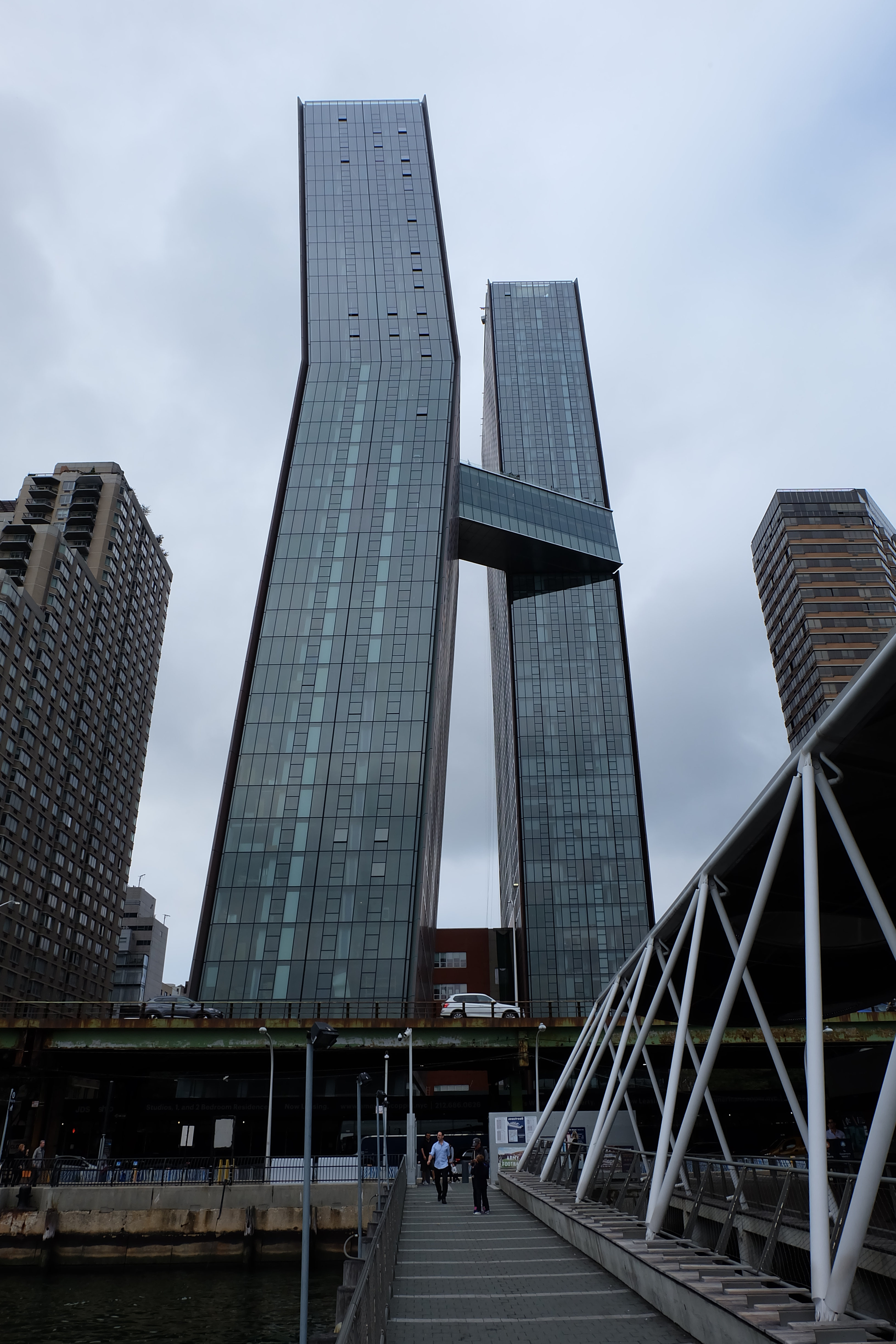
American Copper Buildings

Das American Copper Buildings sind zwei auffällige Hochhäuser, die zwischen der First Avenue und dem East River stehen. Die beiden 165 und 145 m hohen Türme wurden 2017 fertiggestellt. Sie sind auf einer Höhe von 100 m mit einer Skybridge verbunden.

### UNO-Hauptquartier

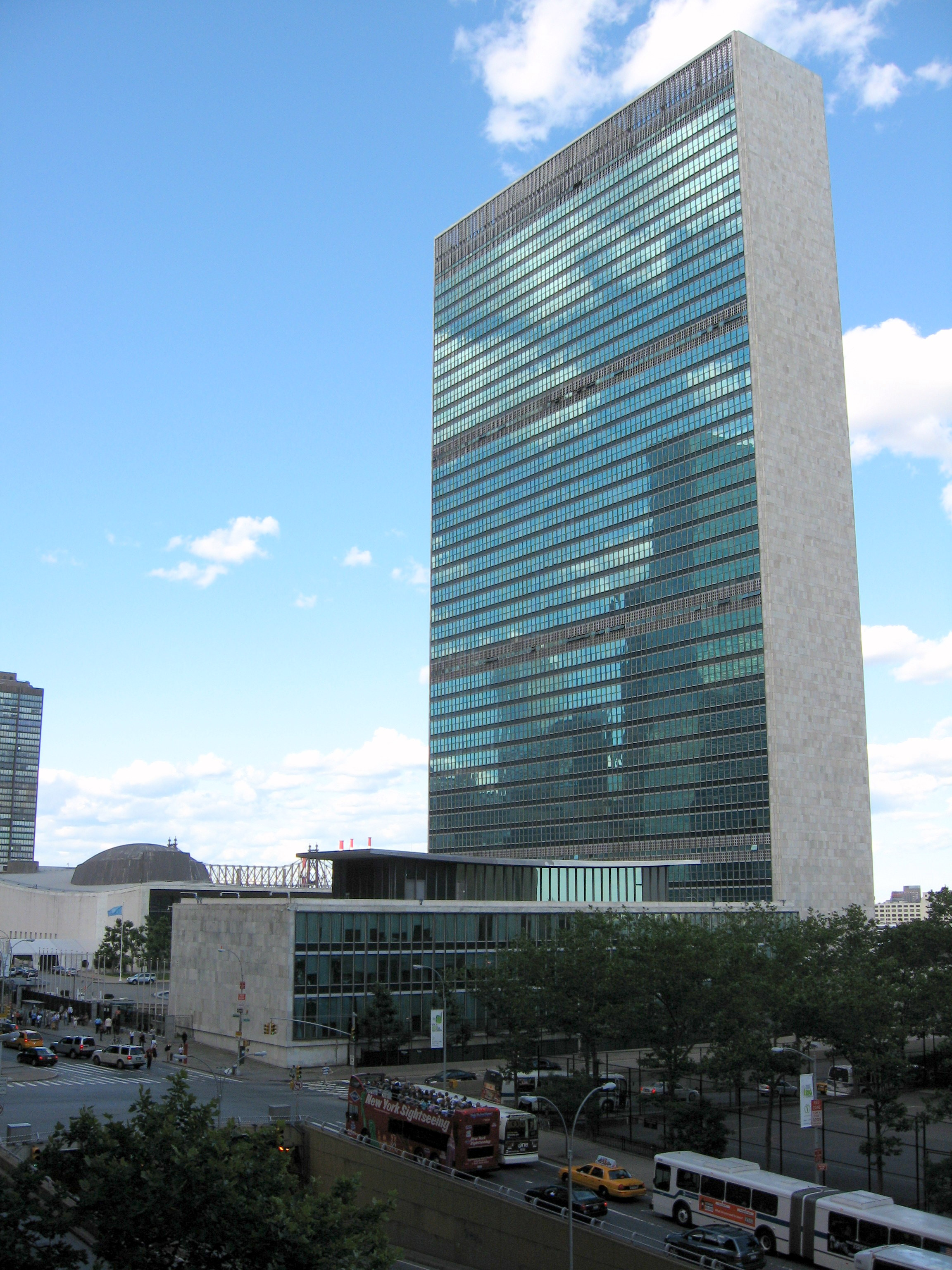
UNO-Hauptquartier

Das UNO-Hauptquartier liegt auf der Ostseite der First Avenue zwischen der 42th Street und der 47th Street. Die First Avenue wird an dieser Stelle im First Avenue Tunnel unter dem United Nations Plaza hindurchgeführt. Der von mehreren Architekten entworfenen Gebäudekomplex wurde in den Jahren 1949 bis 1951 auf einem Gelände eines ehemaligen Schlachthofes erbaut. Die in die Jahre gekommenen Gebäude wurden ab 2008 vom schwedischen Bauunternehmen Skanska saniert und von Asbest befreit.

### Trump World Tower

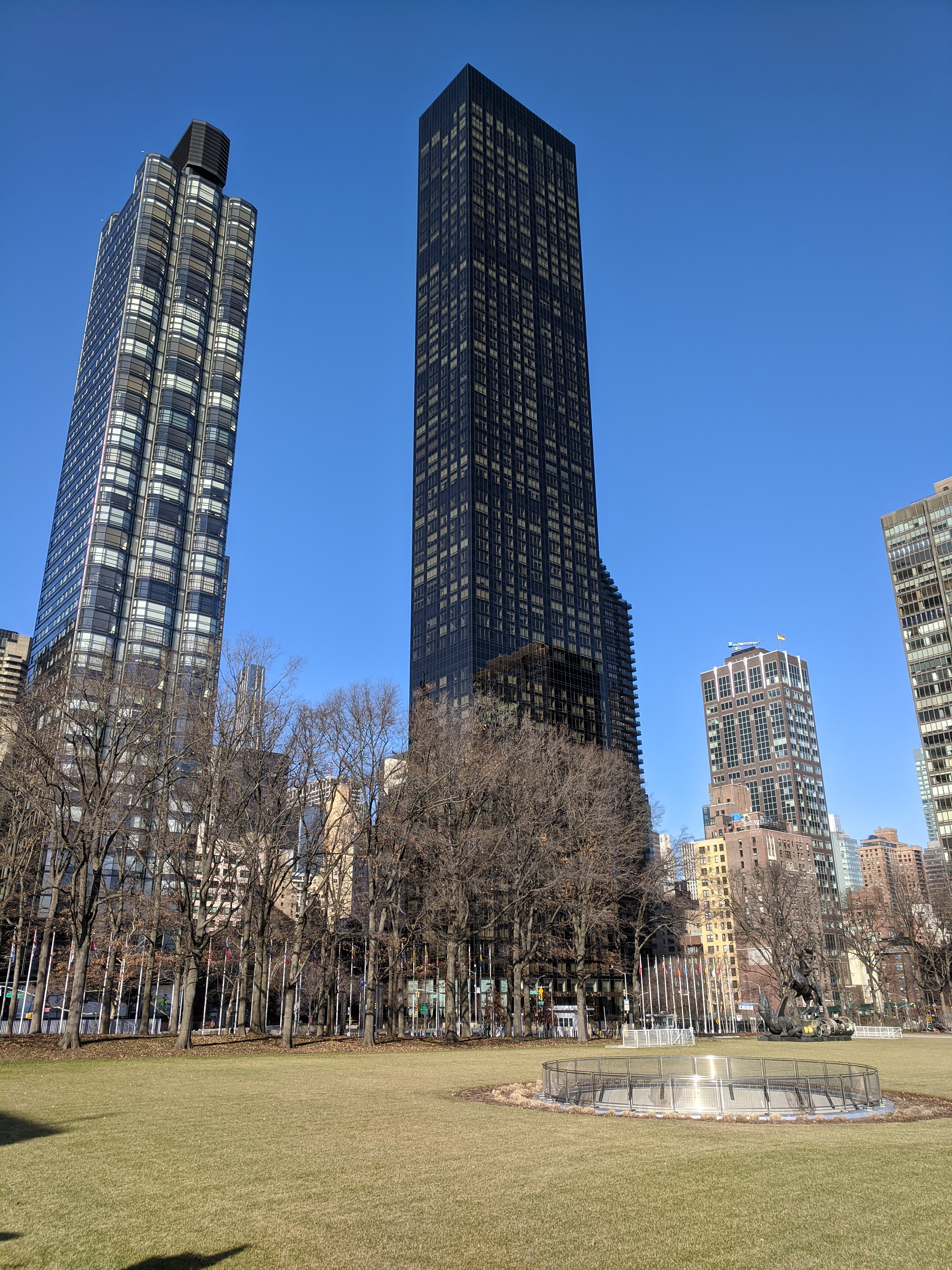
Trump World Tower

Gegenüber dem UNO-Hauptquartier steht der Trump World Tower, das zweite Hochhaus das von der Immobilienfirma von Donald Trump, dem 45. Präsidenten der Vereinigten Staaten errichtet worden ist und im Gegensatz zu den meisten Hochhäusern in Manhattan nur Wohnungen enthält. Der Trump World Tower war von 2001 bis 2011 das höchste Wohnhaus in New York City.

### Queensboro Bridge
Die Queensboro Bridge führt auf der Höhe der 59th Street über die First Avenue hinweg. Die zweistöckige Straßenbrücke wurde 1909 eröffnet und verbindet Manhattan mit Queens auf Long Island. Die Brücke war die erste Verbindung mit Queens und leitete die schnelle Entwicklung dieses Stadtteils ein.

### Roosevelt Island Tramway
Unmittelbar hinter der Queensboro Bridge überquert die Roosvelt Island Tramway die First Avenue. Die Luftseilbahn wurde 1976 in Betrieb genommen und erschließt das Wohngebiet auf Roosevelt Island im East River. Die Seilbahn war ursprünglich als Provisorium bis zur verspäteten Fertigstellung der IND 63rd Street Line mit ihren U-Bahn-Stationen an der F-Linie 1989 vorgesehen, hat sich aber so gut bewährt, dass sie beibehalten wurde. Die von Von Roll erbaute Bahn wurde 2010 durch eine Anlage von Pomagalski ersetzt.

### Upper East Side
Die First Avenue verläuft ab der 59th Street durch die Upper East Side, ein wohlhabendes Wohnquartier. Darin befindet sich auch die Wohngegend Lenox Hill, die den Namen eines eingewanderten schottischen Handelsmann trägt, der in dieser Gegend 12 ha Kulturland besaß. Die First Avenue wird zwischen der 60th Street und der 72nd Street manchmal in Anlehnung an die Tin Pan Alley auch die Bedpan Alley (Bettpfannengasse) genannt, weil sich in dieser Gegend gleich mehrere Krankenhäuser befinden, unter anderem auch das Memorial Sloan Kettering Cancer Center.

### Yorkville
Yorkville war ab den 1880er-Jahren von deutschen und ungarischen Einwanderern geprägt, wovon im 21. Jh. nicht mehr viel zu sehen ist. Die First Avenue dient in diesem Stadtviertel als eine der Haupteinkaufsstraßen in dem von einer wohlhabenden Oberschicht bevorzugten Wohngebiet.

### Spanish Harlem
Oberhalb der 96th Street führt die First Avenue durch Spanish Harlem, dessen Namen von dem großen Anteil Puerto-Ricaner an der Wohnbevölkerung in dieser Gegend herrührt. Die Immigration der Puerto-Ricaner begann in den 1930er-Jahren, zuvor war das Viertel hauptsächlich von Italienern bewohnt, weshalb es früher Italian Harlem genannt wurde. Ende des 19. und Anfang des 20. Jh. wurde in diesem Bereich der First Avenue ein großer Pushcart market abgehalten, bei dem Händler unter freiem Himmel ihre Produkte ab Handwagen verkauften. Es gibt immer noch eine kleine italienische Enklave in der Nähe der Pleasant Avenue in East Harlem, zwischen der 114th und 120th Street. Im nördlichen Bereich der First Avenue, nördlich der 110th Street, hat die Zahl der mexikanischen Einwohner deutlich zugenommen.